# Kerstin Hed

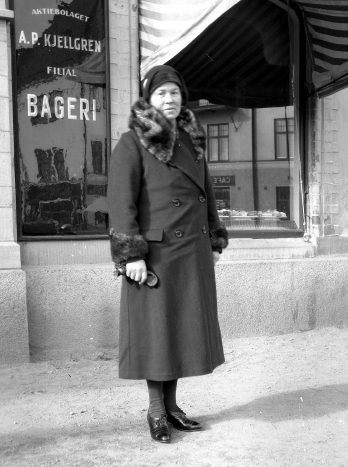
Kerstin Hed 1930

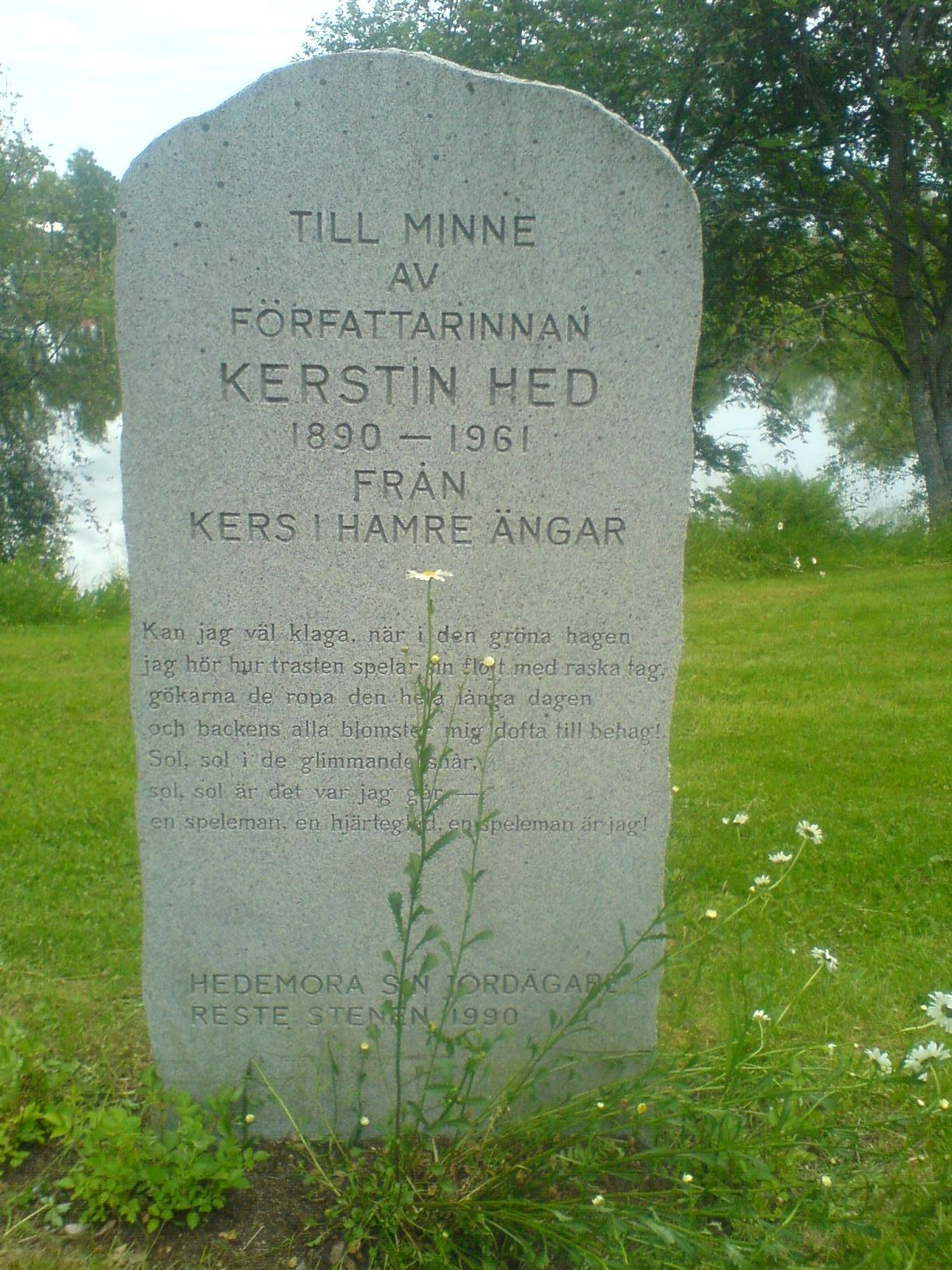
Minnessten efter Kerstin Hed i Hedemora.

Kerstin Hed, pseudonym för Hilda Gunilla Olsson, född Fredriksson 21 maj 1890 i Hamre, Hedemora landsförsamling, död 15 augusti 1961 i Hedemora, var en svensk författare och lantbrukarhustru.

## Biografi
Kerstin Hed var dotter till hemmansägaren Kers Fredrik Jansson och Johanna Ersdotter. Hon genomgick folkskola och deltog 1909 i en kurs vid Tärna folkhögskola. 1916 gifte hon sig med Halvare Anders Olsson från Rättvik och övertog födelsegården Kersgården 1919 i Hedemora socken, nordost om staden. 1946 flyttade familjen till Matsbo, strax norr om Hedemora. Efter familjens gårdsnamn Kers och förleden i sockennamnet Hedemora valde hon sin författarpseudonym.
Hed var medlem i gruppen Hedemoraparnassen och ansågs som en av samtidens stora poeter. 1955 mottog hon Illis Quorum. Hon hann med att ge ut 17 diktsamlingar, 2 prosaböcker och vara med i 3 poesiantologier.
Redan 1908 började hon lämna bidrag till olika tidningar. Debuten kom 1913 med Från stigarna och gavs ut i tre upplagor. Bland hennes övriga verk märks Vägar och vandrare (1917), Arv (1923) samt Jord och människor (1928) och Bergslag (1934).
Diktsamlingen Efterlämnat utgavs postumt 1971.
I Hedemora gammelgård finns en minnessten över Hed.

## Citat om skrivande
| ” | Hos mig har dikterna fötts under dagens arbete i köket, ladugården eller ute på ägorna och så har jag skapat fram det på kvällarna när familjen sovit. Sagt av Hilda Olsson om författarskapet | „ |

## Kerstin Hed-priset
Mellan 2010 och 2016 delade Martin Koch-sällskapet/Hedemoraparnassens Vänner ut Kerstin Hed-priset till en kvinnlig kulturarbetare eller opinionsbildare..
- 2010: Irene Ljungkvist[7]
- 2011: Louise Waldén[7]
- 2012: Yvonne Gröning[7]
- 2013: Åsa Lejonclou[7]
- 2014: Hedvig Perers och Karin Perers[7]
- 2015: Lena Kallenberg[6]
- 2016: Margareta Sarri[5]

### Urval
- Sång över markerna : dikter i urval. Stockholm: Lantbruksförb :s tidskr.-ab. 1947. Libris 1399762
- För flod och vind : dikter i urval. Stockholm: LT. 1950. Libris 1399760
- Dikter i urval. Stockholm: LT. 1984. Libris 7252926. ISBN 91-36-02165-2
- Efterlämnat : dikter. Stockholm: LT. 1971. Libris 22985
- Vindarnas verser : tidigare outgivna dikter / samlade av Birger Sjungargård. Möklinta: Gidlunds förlag. 2018. Libris s2vj1chwqqhcd3lm. ISBN 9789178449989

## Priser och utmärkelser
- 1950 – Boklotteriets stipendiat
- 1954 – Landsbygdens författarstipendium
- 1955 – Illis Quorum